# Kurasch (Sarny)
Kurasch (ukrainisch und russisch Кураш; polnisch Kurasz) ist ein Dorf im Rajon Dubrowyzja der westlichen Ukraine in der Oblast Riwne.

## Lage
Der kleine Ort liegt etwa 14 Kilometer südwestlich der ehemaligen Rajonshauptstadt Dubrowyzja und 94 Kilometer nordöstlich der Oblasthauptstadt Riwne am Fluss Horyn.

## Geschichte
Das Dorf wurde 1755 zum ersten Mal schriftlich erwähnt und lag bis 1795 als Teil der Adelsrepublik Polen-Litauen in der Woiwodschaft Wolhynien. Danach kam es zum neugegründeten Gouvernement Wolhynien als Teil des Russischen Reiches.
Nach dem Ende des Ersten Weltkrieges wurde der Ort ein Teil der Zweiten Polnischen Republik (Woiwodschaft Wolhynien, Powiat Sarny, Gmina Dąbrowica), nach dem Ausbruch des Zweiten Weltkrieges wurde das Gebiet durch die Sowjetunion und ab 1941 durch Deutschland besetzt. 1945 kam es endgültig zur Sowjetunion und wurde in die Ukrainische SSR eingegliedert, 1991 wurde er schließlich ein Teil der heutigen Ukraine.

## Verwaltungsgliederung
Am 12. Juni 2020 wurde das Dorf ein Teil neu gegründeten Stadtgemeinde Dubrowyzja im Rajon Dubrowyzja; bis dahin war es ein Teil der Landratsgemeinde Solomijiwka im Süden des Rajons Dubrowyzja.
Am 17. Juli 2020 wurde der Ort Teil des Rajons Sarny.